# Magyar Szent István-rend
A Magyar Szent István-rend a magyar  kitüntetések közül a legmagasabb állami kitüntetés, amelyet a 2011. évi CCII. törvény alapított meg. (A törvényben az írásmódja: Magyar Szent István Rend).
A Szent István-rend  a Magyarország érdekében tett legkiemelkedőbb, különleges érdemek, kimagasló életművek, nemzetközi téren szerzett jelentős értékek elismerésére szolgál. A törvény erejénél fogva Magyarország köztársasági elnöke a Szent István-rend kitüntetettje.

## Előzményei
A Szent István-rend, 1938 óta: Magyar Királyi Szent István-rend (németül (Königlich Ungarischer) Sankt Stephans Orden, latinul Insignis Ordo Sancti Stephani (Regis Hungariae Apostolici), a Magyar Királysághoz kötődő lovagrend, amelyet 1764-ben Mária Terézia magyar királynő alapított. A Katonai Mária Terézia-rend mellett ez lett a Habsburg Birodalom legjelentősebb kitüntetése. A Szent István-renddel olyan kiváló polgári és egyházi érdemeket jutalmaztak, amelyek a Magyar Királysághoz is kötődtek. A rend nagymesteri tisztségét 1938-ban Horthy Miklós kormányzó vette át. A rendet 1946-ban a II. Magyar Köztársaság kikiáltásakor szüntették meg.
A díj 2011-től a legmagasabb állami kitüntetés. A köztársasági elnök 2013-tól minden évben az augusztus 20-i nemzeti ünnepen adományozza. A Magyarország érdekében tett legkiemelkedőbb különleges érdemek, kimagasló életművek, nemzetközi téren szerzett jelentős értékek elismerésére szolgál. Jelenleg csak a Magyar Szent István-rend Nagykeresztje kerül átadásra. A kitüntetésnek egyelőre nincsenek osztályai.

## Kitüntetettek
| Év   | Díjazottak | Források          |
| ---- | --- | ----------------- |
| 2011 | - Schmitt Pál hivatalból |                   |
| 2012 | - Áder János hivatalból |                   |

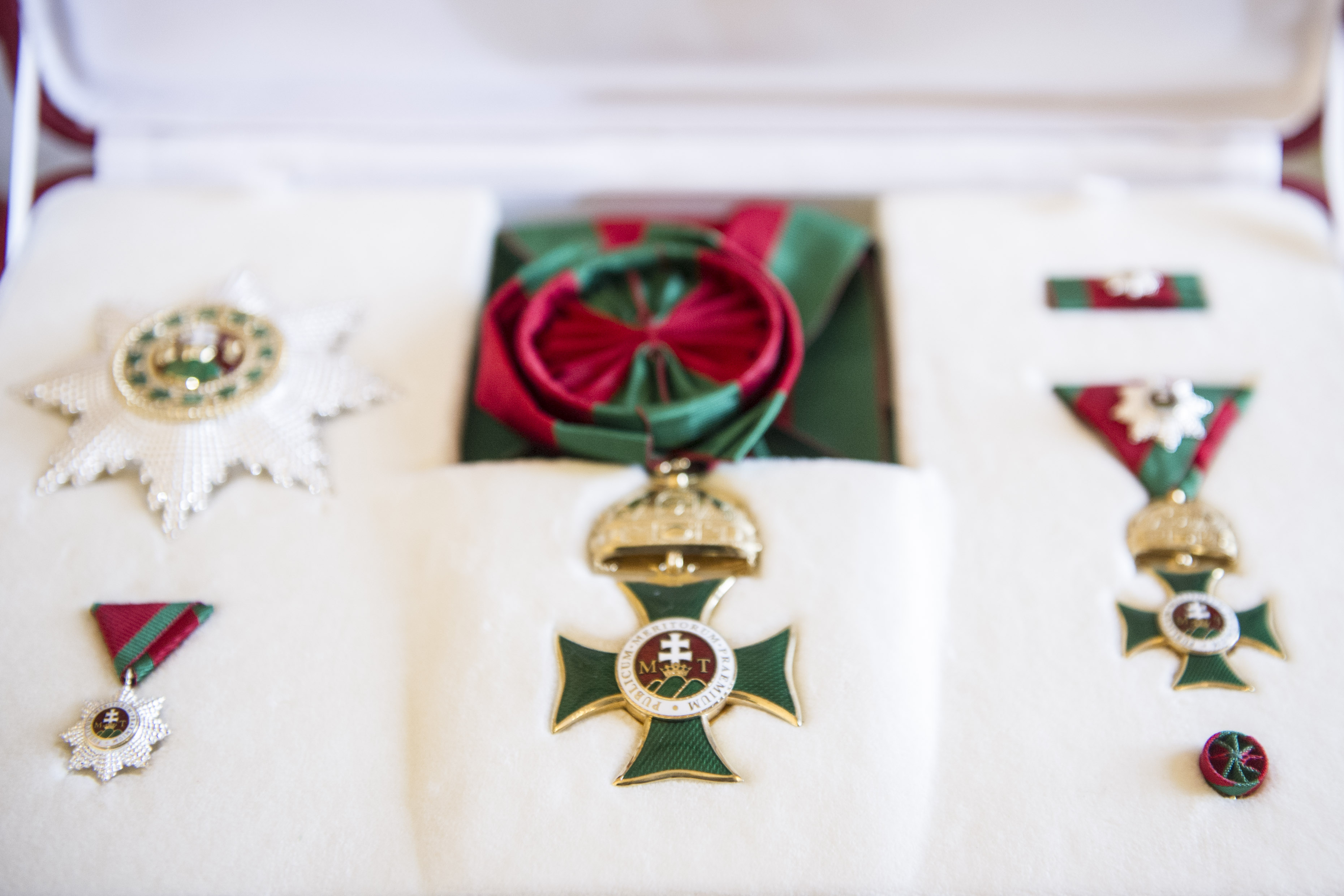
Magyar Szent István-rend 2011-es férfi tagozata

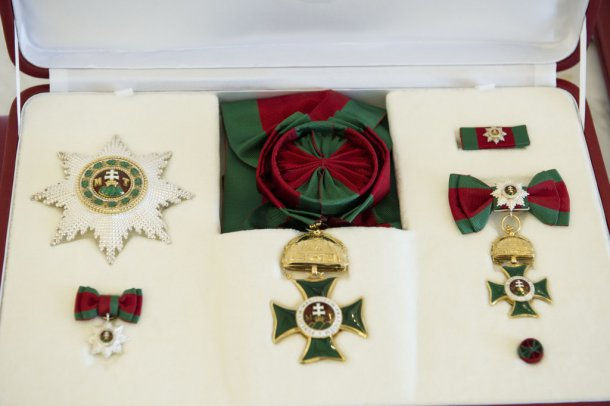
Magyar Szent István-rend 2011-es női tagozata

| 2013 | - Egerszegi Krisztina (1974–) ötszörös olimpiai bajnok úszó - Lámfalussy Sándor (1929–2015) magyar jegybankár, az euró „atyja” | [ 4 ] [ 5 ] [ 6 ] |
| 2014 | - Kertész Imre (1929–2016) Nobel-díjas író - Rubik Ernő (1944–) Kossuth-díjas feltaláló, játéktervező, építész | [ 7 ]             |
| 2015 | - Eötvös Péter (1944–2024) Kossuth-díjas zeneszerző - Polgár Judit (1976–) sakkozó, nemzetközi nagymester | [ 8 ]             |
| 2016 | - Marton Éva (1943–) Kossuth-díjas operaénekes, drámai szoprán, a nemzet művésze - Makkai Ádám (1935–2020) kétszeres Kossuth-díjas költő, nyelvész, műfordító | [ 9 ]             |
| 2017 | - Erdő Péter (1952–) Széchenyi-díjas bíboros, teológus, az Esztergom-Budapesti főegyházmegye érseke - Vásáry Tamás (1933–) Kossuth-díjas magyar zongoraművész és karmester, a nemzet művésze                                                                                             | [ 10 ]            |
| 2018 | - Demény Pál (1932–2024) népességkutató, demográfus | [ 11 ]            |
| 2019 | - Roska Botond (1969–) neurobiológus | [ 12 ]            |
| 2020 | - Szemerédi Endre (1940–) Abel- és Széchenyi-díjas matematikus | [ 13 ]            |
| 2021 | - Lovász László (1948–) Abel-, Wolf- és Széchenyi-díjas matematikus, az MTA elnöke (2014–2020) - Vizi E. Szilveszter (1936–) kétszeres Széchenyi-díjas orvos, farmakológus, az MTA elnöke (2002–2008)                                                                                    | [ 14 ]            |
| 2022 | - Novák Katalin hivatalból - Miklósa Erika (1970–) Kossuth- és Liszt Ferenc-díjas koloratúrszoprán operaénekes - Rofusz Ferenc (1946–) Kossuth-díjas rajzfilmrendező, a nemzet művésze                                                                                                   | [ 15 ]            |
| 2023 | - Csányi Sándor (1953–) közgazdász, bankár, az OTP Bank Nyrt. elnök-vezérigazgatója, az MLSZ elnöke - Szilágyi Áron (1990–) háromszoros olimpiai, háromszoros világ- és háromszoros Európa-bajnok kardvívó - Karikó Katalin (1955–) Nobel- és Széchenyi-díjas kutatóbiológus, biokémikus | [ 16 ] [ 17 ]     |
| 2024 | - Sulyok Tamás hivatalból - Krausz Ferenc (1962–) Nobel-díjas fizikus | [ 18 ]            |
| 2025 | - Farkas Bertalan (1949–) vadászpilóta, űrhajós - Kapu Tibor (1991–) gépészmérnök, űrhajós | [ 19 ]            |